# 大田直子
大田 直子（おおた なおこ、1956年7月6日 - 2010年3月28日）は、教育行政学者。
東京都生まれ。父は1971年全日空機雫石衝突事故で犠牲となった教育学者・工学院大学助教授の大田捷（没後、教授に昇進）。1980年東京女子大学文理学部社会学科卒。1989年東京大学大学院教育学研究科博士課程満期退学。1991年帝京大学文学部専任講師、1991年 東大教育学博士、1994年東京都立大学助教授、2005年首都大学東京助教授、2006年教授。
2010年3月28日、癌のため死去。

## 著書
- 『イギリス教育行政制度成立史 パートナーシップ原理の誕生』東京大学出版会 1992
- 『現代イギリス「品質保証国家」の教育改革』世織書房 2010

### 共編著
- 『学校をよりよく理解するための教育学』全6巻 黒崎勲共編著 学事出版 2005-2008
- 『教育のために 理論的応答』田原宏人共編 世織書房 2007

### 翻訳
- アンディ・グリーン『教育・グローバリゼーション・国民国家』東京都立大学出版会 2000
- M.F.D.ヤング『過去のカリキュラム・未来のカリキュラム 学習の批判理論に向けて』監訳　東京都立大学出版会 2002
- マイケル・W.アップル『右派の/正しい教育 市場,水準,神,そして不平等 第2版』世織書房 2008

## 注
1. 1 2  『現代物故者事典2009～2011』（日外アソシエーツ、2012年）p.118
2. ↑  「大田直子さんに関する思い出のかずかず」浪本勝年
3. ↑  大田直子『イギリス教育行政制度におけるパートナーシップ原理の歴史的形成とその構造』東京大学〈教育学博士 甲第8809号〉、1991年。doi:10.11501/3058746。 NAID 500000081567。2024年2月15日閲覧。
4. ↑  「大田直子教授 略歴/著作目録」『人文学報. 教育学』第46号、首都大学東京都市教養学部人文・社会系 東京都立大学人文学部、2011年3月、27-37頁、CRID 1050845763838760960、hdl:10748/4286、ISSN 03868729。